# Bożniewice (przystanek kolejowy)
Bożniewice – zlikwidowany przystanek koszalińskiej kolei wąskotorowej w Bożniewicach, w województwie zachodniopomorskim, w Polsce. Został zlikwidowany w 2007 roku.